# Simning vid olympiska sommarspelen 2012 - Kvalificering
För simtävlingarna vid Olympiska sommarspelen 2012 användes följande kvalificeringssystem. Kvalperioden för individuella lopp är 1 mars 2011 till 18 juni 2012. Flera nationella simförbund har uttagningstävlingar med kravet att simmaren ska klara kvalgränsen i dessa tävlingar.
Listan uppdaterades, i sin helhet, senast3 januari 2012

## Kvaltider
Detta är kvaltiderna som satts upp av FINA: 
- OQT - Olympic Qualifying Time; OST - Olympic Selection Time

| Damer                        | Damer   | Damer   | Herrar                        | Herrar  | Herrar  |
| Gren                         | OQT     | OST     | Gren                          | OQT     | OST     |
| ---------------------------- | ------- | ------- | ----------------------------- | ------- | ------- |
| Damernas 50 meter frisim     | 25,27   | 26,15   | Herrarnas 50 meter frisim     | 22,11   | 22,88   |
| Damernas 100 meter frisim    | 54,57   | 56,48   | Herrarnas 100 meter frisim    | 48,82   | 50,53   |
| Damernas 200 meter frisim    | 1.58,33 | 2.02,47 | Herrarnas 200 meter frisim    | 1.47,82 | 1.51,59 |
| Damernas 400 meter frisim    | 4.09,35 | 4.18,07 | Herrarnas 400 meter frisim    | 3.48,92 | 3.54,13 |
| Damernas 800 meter frisim    | 8.33,84 | 8.51,82 | -                             | -       | -       |
| Damernas 100 meter ryggsim   | 1.00,82 | 1.02,95 | Herrarnas 100 meter ryggsim   | 54,40   | 56,30   |
| Damernas 200 meter ryggsim   | 2.10,84 | 2.15,42 | Herrarnas 200 meter ryggsim   | 1.58,48 | 2.02,63 |
| Damernas 100 meter bröstsim  | 1.08,49 | 1.10,89 | Herrarnas 100 meter bröstsim  | 1.00,79 | 1.02,92 |
| Damernas 200 meter bröstsim  | 2.26,89 | 2.32,03 | Herrarnas 200 meter bröstsim  | 2.11,74 | 2.16,35 |
| Damernas 100 meter fjärilsim | 58,70   | 1.00,75 | Herrarnas 100 meter fjärilsim | 52,36   | 54,19   |
| Damernas 200 meter fjärilsim | 2.08,95 | 2.13,46 | Herrarnas 200 meter fjärilsim | 1.56,86 | 2.00,95 |
| Damernas 200 meter medley    | 2.13,36 | 2.18,03 | Herrarnas 200 meter medley    | 2.00,17 | 2.04,38 |
| Damernas 400 meter medley    | 4.41,75 | 4.51,75 | Herrarnas 400 meter medley    | 4.16,46 | 4.25,44 |

## Individuella grenar
Bara de som uppnått OQT listas, detta då OST inte garanterar deltagande.
Observera att varje land bara får ställa upp med två simmare per gren trots att fler än två kan vara listade nedan.

### Damer

#### Damernas 50 meter frisim
| Kvalgräns                       | Antal   | Kvalificerade |
| ------------------------------- | ------- | --- |
| Olympic Qualifying Time – 25.27 | 2 (8)   | Cate Campbell (AUS) Olivia Halicek (AUS) Yolane Kukla (AUS) Bronte Campbell (AUS) Sophie Edington (AUS) Alexandra Purcell (AUS) Alicia Coutts (AUS) Marieke Guehrer (AUS)                             |
| Olympic Qualifying Time – 25.27 | 2       | Chantal Vanlandeghem (CAN) Victoria Poon (CAN) |
| Olympic Qualifying Time – 25.27 | 2 (5)   | Ranomi Kromowidjojo (NED) Marleen Veldhuis (NED) Inge Dekker (NED) Hinkelien Schreuder (NED) Femke Heemskerk (NED)                                                                                    |
| Olympic Qualifying Time – 25.27 | 2       | Therese Alshammar (SWE) Sarah Sjöström (SWE) |
| Olympic Qualifying Time – 25.27 | 2       | Britta Steffen (GER) Dorothea Brendt (GER) |
| Olympic Qualifying Time – 25.27 | 2 (10)  | Jessica Hardy (USA) Dara Torres (USA) Kara Lynn Joyce (USA) Madison Kennedy (USA) Arlene Semeco (USA) Lara Jackson (USA) Amanda Weir (USA) Dana Vollmer (USA) Kate Dwelley (USA) Missy Franklin (USA) |
| Olympic Qualifying Time – 25.27 | 2       | Aljaksandra Herasimenja (BLR) Sviatlana Khakhlova (BLR) |
| Olympic Qualifying Time – 25.27 | 1       | Ariann Vanderpool-Wallace (BAH) |
| Olympic Qualifying Time – 25.27 | 1       | Graciele Hermann (BRA) |
| Olympic Qualifying Time – 25.27 | 1       | Jeanette Ottesen (DEN) |
| Olympic Qualifying Time – 25.27 | 1       | Theodora Drakou (GRE) |
| Olympic Qualifying Time – 25.27 | 1       | Li Zhesi (CHN) |
| Olympic Qualifying Time – 25.27 | 1       | Yayoi Matsumoto (JPN) |
| Olympic Qualifying Time – 25.27 | 1       | Veronika Popova (RUS) |
| Olympic Qualifying Time – 25.27 | 1       | Francesca Halsall (GBR) |
| Olympic Qualifying Time – 25.27 | 1       | Karin Prinsloo (RSA) |
| Olympic Qualifying Time – 25.27 | 1       | Darya Stepanyuk (UKR) |
| Totalt                          | 24 (41) | |

#### Damernas 100 meter frisim
| Kvalgräns                       | Antal   | Kvalificerade                                                                                        |
| ------------------------------- | ------- | --- |
| Olympic Qualifying Time – 54.57 | 2       | Alicia Coutts (AUS) Yolane Kukla (AUS)                                                               |
| Olympic Qualifying Time – 54.57 | 2       | Tang Yi (CHN) Li Zhesi (CHN)                                                                         |
| Olympic Qualifying Time – 54.57 | 2 (3)   | Femke Heemskerk (NED) Ranomi Kromowidjojo (NED) Marleen Vledhuis (NED)                               |
| Olympic Qualifying Time – 54.57 | 2 (5)   | Natalie Coughlin (USA) Jessica Hardy (USA) Dana Vollmer (USA) Missy Franklin (USA) Amanda Weir (USA) |
| Olympic Qualifying Time – 54.57 | 1       | Ariann Vanderpool-Wallace (BAH)                                                                      |
| Olympic Qualifying Time – 54.57 | 1       | Jeanette Ottesen (DEN)                                                                               |
| Olympic Qualifying Time – 54.57 | 1       | Camille Muffat (FRA)                                                                                 |
| Olympic Qualifying Time – 54.57 | 1       | Haruka Ueda (JPN)                                                                                    |
| Olympic Qualifying Time – 54.57 | 1       | Veronika Popova (RUS)                                                                                |
| Olympic Qualifying Time – 54.57 | 1       | Francesca Halsall (GBR)                                                                              |
| Olympic Qualifying Time – 54.57 | 1       | Sarah Sjöström (SWE)                                                                                 |
| Olympic Qualifying Time – 54.57 | 1       | Britta Steffen (GER)                                                                                 |
| Olympic Qualifying Time – 54.57 | 1       | Aljaksandra Herasimenja (BLR)                                                                        |
| Totalt                          | 17 (21) | |

#### Damernas 200 meter frisim
| Kvalgräns                         | Antal   | Kvalificerade |
| --------------------------------- | ------- | --- |
| Olympic Qualifying Time – 1:58.33 | 2 (7)   | Kylie Palmer (AUS) Bronte Barratt (AUS) Jade Neilsen (AUS) Angie Bainbridge (AUS) Blair Evans (AUS) Alicia Coutts (AUS) Merindah Dingjan (AUS) |
| Olympic Qualifying Time – 1:58.33 | 2       | Camille Muffat (FRA) Coralie Balmy (FRA) |
| Olympic Qualifying Time – 1:58.33 | 2 (4)   | Chen Qian (CHN) Tang Yi (CHN) Yiwen Shao (CHN) Shao Yiwen (CHN)                                                                                |
| Olympic Qualifying Time – 1:58.33 | 2       | Sarah Sjöström (SWE) Gabriella Fagundez (SWE)                                                                                                  |
| Olympic Qualifying Time – 1:58.33 | 2       | Agnes Mutina (HUN) Zsuzsanna Jakabos (HUN) |
| Olympic Qualifying Time – 1:58.33 | 2 (4)   | Allison Schmitt (USA) Missy Franklin (USA) Katie Hoff (USA) Lia Neal (USA)                                                                     |
| Olympic Qualifying Time – 1:58.33 | 1       | Federica Pellegrini (ITA) |
| Olympic Qualifying Time – 1:58.33 | 1       | Haruka Ueda (JPN) |
| Olympic Qualifying Time – 1:58.33 | 1       | Barbara Jardin (CAN) |
| Olympic Qualifying Time – 1:58.33 | 1       | Femke Heemskerk (NED) |
| Olympic Qualifying Time – 1:58.33 | 1       | Lauren Boyle (NZL) |
| Olympic Qualifying Time – 1:58.33 | 1       | Veronika Popova (RUS) |
| Olympic Qualifying Time – 1:58.33 | 1       | Sara Isakovic (SLO) |
| Olympic Qualifying Time – 1:58.33 | 1       | Melania Costa Schmid (ESP) |
| Olympic Qualifying Time – 1:58.33 | 1       | Joanne Jackson (GBR) |
| Olympic Qualifying Time – 1:58.33 | 1       | Silke Lippok (GER) |
| Totalt                            | 22 (31) | |

#### Damernas 400 meter frisim
| Kvalgräns                         | Antal   | Kvalificerade |
| --------------------------------- | ------- | --- |
| Olympic Qualifying Time – 4:09.35 | 2 (6)   | Kylie Palmer (AUS) Bronte Barratt (AUS) Katie Goldman (AUS) Blair Evans (AUS) Angie Bainbridge (AUS) Mikkayla Maselli-Sheridan (AUS)                |
| Olympic Qualifying Time – 4:09.35 | 2       | Camille Muffat (FRA) Coralie Balmy (FRA) |
| Olympic Qualifying Time – 4:09.35 | 2       | Alexa Komarnycky (CAN) Barbara Jardin (CAN) |
| Olympic Qualifying Time – 4:09.35 | 2 (7)   | Yiwen Shao (CHN) Song Wenyan (CHN) Chen Shiyun (CHN) Li Xuanxu (CHN) Zhou Lili (CHN) Shao Yiwen (CHN) Xin Xin (CHN)                                 |
| Olympic Qualifying Time – 4:09.35 | 2       | Melania Costa Schmid (ESP) Mireia Belmonte (ESP) |
| Olympic Qualifying Time – 4:09.35 | 2 (4)   | Rebecca Adlington (GBR) Jazmin Carlin (GBR) Joanne Jackson (GBR) Keri-Anne Payne (GBR)                                                              |
| Olympic Qualifying Time – 4:09.35 | 2       | Eva Risztov (HUN) Boglarka Kapas (HUN) |
| Olympic Qualifying Time – 4:09.35 | 2 (7)   | Kate Ziegler (USA) Katie Hoff (USA) Chloe Sutton (USA) Allison Schmitt (USA) Elizabeth Beisel (USA) Ashley Steenvoorden (USA) Amber McDermott (USA) |
| Olympic Qualifying Time – 4:09.35 | 1       | Lotte Friis (DEN) |
| Olympic Qualifying Time – 4:09.35 | 1       | Federica Pellegrini (ITA) |
| Olympic Qualifying Time – 4:09.35 | 1       | Femke Heemskerk (NED) |
| Olympic Qualifying Time – 4:09.35 | 1       | Lauren Boyle (NZL) |
| Olympic Qualifying Time – 4:09.35 | 1       | Hui Yu Koh (SIN) |
| Olympic Qualifying Time – 4:09.35 | 1       | Andreina Pinto (VEN) |
| Totalt                            | 22 (38) | |

#### Damernas 800 meter frisim
| Kvalgräns                         | Antal   | Kvalificerade |
| --------------------------------- | ------- | --- |
| Olympic Qualifying Time – 8:33.84 | 2 (4)   | Katie Goldman (AUS) Melissa Gorman (AUS) Blair Evans (AUS) Bonnie Macdonald (AUS)                                        |
| Olympic Qualifying Time – 8:33.84 | 2       | Camille Muffat (FRA) Coralie Balmy (FRA)                                                                                 |
| Olympic Qualifying Time – 8:33.84 | 2 (5)   | Li Xuanxu (CHN) Chen Qian (CHN) Yiwen Shao (CHN) You Meihong (CHN) Shao Yiwen (CHN)                                      |
| Olympic Qualifying Time – 8:33.84 | 2 (4)   | Mireia Belmonte (ESP) Erika Villaecija Garcia (ESP) Claudia Dasca Romeu (ESP) Melania Costa Schmid (ESP)                 |
| Olympic Qualifying Time – 8:33.84 | 2 (5)   | Rebecca Adlington (GBR) Jazmin Carlin (GBR) Keri-Anne Payne (GBR) Eleanor Faulkner (GBR) Cassie Patten (GBR)             |
| Olympic Qualifying Time – 8:33.84 | 2       | Eva Risztov (HUN) Boglarka Kapas (HUN)                                                                                   |
| Olympic Qualifying Time – 8:33.84 | 2 (6)   | Chloe Sutton (USA) Kate Ziegler (USA) Haley Anderson (USA) Gillian Ryan (USA) Ashley Steenvoorden (USA) Katie Hoff (USA) |
| Olympic Qualifying Time – 8:33.84 | 1       | Kristel Kobrich (CHI) |
| Olympic Qualifying Time – 8:33.84 | 1       | Lotte Friis (DEN) |
| Olympic Qualifying Time – 8:33.84 | 1       | Grainne Murphy (IRL) |
| Olympic Qualifying Time – 8:33.84 | 1       | Federica Pellegrini (ITA)                                                                                                |
| Olympic Qualifying Time – 8:33.84 | 1       | Lauren Boyle (NZL) |
| Olympic Qualifying Time – 8:33.84 | 1       | Camelia Potec (ROU) |
| Olympic Qualifying Time – 8:33.84 | 1       | Tjasa Oder (SLO) |
| Olympic Qualifying Time – 8:33.84 | 1       | Wendy Trott (RSA) |
| Olympic Qualifying Time – 8:33.84 | 1       | Andreina Pinto (VEN) |
| Totalt                            | 23 (37) | |

#### Damernas 100 meter fjärilsim
| Kvalgräns                       | Antal   | Kvalificerade |
| ------------------------------- | ------- | --- |
| Olympic Qualifying Time – 58.70 | 2 (4)   | Alicia Coutts (AUS) Jessicah Schipper (AUS) Stephanie Rice (AUS) Yolane Kukla (AUS)                                                                     |
| Olympic Qualifying Time – 58.70 | 2       | Yuka Kato (JPN) Rino Hosoda (JPN) |
| Olympic Qualifying Time – 58.70 | 2 (3)   | Lu Ying (CHN) Liu Zige (CHN) Liu Lan (CHN) |
| Olympic Qualifying Time – 58.70 | 2 (3)   | Jemma Lowe (GBR) Francesca Halsall (GBR) Ellen Gandy (GBR)                                                                                              |
| Olympic Qualifying Time – 58.70 | 2       | Sarah Sjöström (SWE) Therese Alshammar (SWE) |
| Olympic Qualifying Time – 58.70 | 2 (7)   | Dana Vollmer (USA) Natalie Coughlin (USA) Christine Magnuson (USA) Elaine Breeden (USA) Claire Donahue (USA) Alex Forrester (USA) Kathleen Hersey (USA) |
| Olympic Qualifying Time – 58.70 | 1       | Daynara Paula (BRA) |
| Olympic Qualifying Time – 58.70 | 1       | Jeanette Ottesen (DEN) |
| Olympic Qualifying Time – 58.70 | 1       | Kristel Vourna (GRE) |
| Olympic Qualifying Time – 58.70 | 1       | Katerine Savard (CAN) |
| Olympic Qualifying Time – 58.70 | 1       | Inge Dekker (NED) |
| Olympic Qualifying Time – 58.70 | 1       | Irina Bespalova (RUS) |
| Olympic Qualifying Time – 58.70 | 1       | Vanessa Mohr (RSA) |
| Totalt                          | 19 (28) | |

#### Damernas 200 meter fjärilsim
| Kvalgräns                         | Antal   | Kvalificerade |
| --------------------------------- | ------- | --- |
| Olympic Qualifying Time – 2:08.95 | 2 (3)   | Jessicah Schipper (AUS) Stephanie Rice (AUS) Samantha Hamill (AUS)                                                  |
| Olympic Qualifying Time – 2:08.95 | 2       | Audrey Lacroix (CAN) Katerine Savard (CAN)                                                                          |
| Olympic Qualifying Time – 2:08.95 | 2 (7)   | Liu Zige (CHN) Jiao Liuyang (CHN) Jiao Yang (CHN) Gong Jie (CHN) Li Tingting (CHN) Zhu Jiani (CHN) Zhou Yilin (CHN) |
| Olympic Qualifying Time – 2:08.95 | 2       | Mireia Belmonte (ESP) Judit Ignacio Sorribes (ESP)                                                                  |
| Olympic Qualifying Time – 2:08.95 | 2 (3)   | Jemma Lowe (GBR) Ellen Gandy (GBR) Jessica Dickons (GBR)                                                            |
| Olympic Qualifying Time – 2:08.95 | 2 (4)   | Kathleen Hersey (USA) Elaine Breeden (USA) Teresa Crippen (USA) Kimberly Vandenberg (USA)                           |
| Olympic Qualifying Time – 2:08.95 | 1       | Lara Grangeon (FRA)                                                                                                 |
| Olympic Qualifying Time – 2:08.95 | 1       | Natsumi Hoshi (JPN)                                                                                                 |
| Olympic Qualifying Time – 2:08.95 | 1       | Martina Granström (SWE)                                                                                             |
| Olympic Qualifying Time – 2:08.95 | 1       | Choi Hye-ra (KOR)                                                                                                   |
| Olympic Qualifying Time – 2:08.95 | 1       | Zsuzsanna Jakabos (HUN)                                                                                             |
| Totalt                            | 17 (26) | |

#### Damernas 100 meter bröstsim
| Kvalgräns                         | Antal   | Kvalificerade |
| --------------------------------- | ------- | --- |
| Olympic Qualifying Time – 1:08.49 | 2 (5)   | Leisel Jones (AUS) Leiston Pickett (AUS) Sarah Katsoulis (AUS) Samantha Marshall (AUS) Sally Foster (AUS)                                                              |
| Olympic Qualifying Time – 1:08.49 | 2 (4)   | Kanako Watanabe (JPN) Satomi Suzuki (JPN) Mina Matsushima (JPN) Miku Kanasashi (JPN)                                                                                   |
| Olympic Qualifying Time – 1:08.49 | 2 (5)   | Jillian Tyler (CAN) Tianna Rissling (CAN) Martha McCabe (CAN) Annamay Pierse (CAN) Tera Van Beilen (CAN)                                                               |
| Olympic Qualifying Time – 1:08.49 | 2 (5)   | Ji Liping (CHN) Sun Ye (CHN) Liu Xiaoyu (CHN) Zhao Jin (CHN) Shi Jinglin (CHN)                                                                                         |
| Olympic Qualifying Time – 1:08.49 | 2 (3)   | Rebecca Ejdervik (SWE) Jennie Johansson (SWE) Joline Höstman (SWE) |
| Olympic Qualifying Time – 1:08.49 | 2 (8)   | Rebecca Soni (USA) Jessica Hardy (USA) Annie Chandler (USA) Ellyn Baumgardner (USA) Amanda Beard (USA) Ashley Wanland (USA) Micah Lawrence (USA) Laura McClellan (USA) |
| Olympic Qualifying Time – 1:08.49 | 1       | Rikke Pedersen (DEN) |
| Olympic Qualifying Time – 1:08.49 | 1       | Sophie De Ronchi (FRA) |
| Olympic Qualifying Time – 1:08.49 | 1       | Lisa Fissneider (ITA) |
| Olympic Qualifying Time – 1:08.49 | 1       | Rūta Meilutytė (LTU) |
| Olympic Qualifying Time – 1:08.49 | 1       | Moniek Nijhuis (NED) |
| Olympic Qualifying Time – 1:08.49 | 1       | Julija Jefimova (RUS) |
| Olympic Qualifying Time – 1:08.49 | 1       | Marina Garcia Urzainque (ESP) |
| Olympic Qualifying Time – 1:08.49 | 1       | Petra Chocova (CZE) |
| Olympic Qualifying Time – 1:08.49 | 1       | Sarah Poewe (GER) |
| Totalt                            | 21 (39) | |

#### Damernas 200 meter bröstsim
| Kvalgräns                         | Antal   | Kvalificerade                                                                                        |
| --------------------------------- | ------- | --- |
| Olympic Qualifying Time – 2:26.89 | 2 (3)   | Sally Foster (AUS) Sarah Katsoulis (AUS) Rebecca Kemp (AUS)                                          |
| Olympic Qualifying Time – 2:26.89 | 2       | Chiara Boggiatto (ITA) Lisa Fissneider (ITA)                                                         |
| Olympic Qualifying Time – 2:26.89 | 2 (5)   | Kanako Watanabe (JPN) Satomi Suzuki (JPN) Rie Kaneto (JPN) Keiko Fukudome (JPN) Naoko Fukudome (JPN) |
| Olympic Qualifying Time – 2:26.89 | 2 (3)   | Annamay Pierse (CAN) Martha McCabe (CAN) Tera Van Beilen (CAN)                                       |
| Olympic Qualifying Time – 2:26.89 | 2 (3)   | Sun Ye (CHN) Ji Liping (CHN) Shi Jinglin (CHN)                                                       |
| Olympic Qualifying Time – 2:26.89 | 2 (3)   | Julija Jefimova (RUS) Irina Novikova (RUS) Anastasija Tjaun (RUS)                                    |
| Olympic Qualifying Time – 2:26.89 | 2 (4)   | Rebecca Soni (USA) Amanda Beard (USA) Andrea Kropp (USA) Gisselle Kohoyda (USA)                      |
| Olympic Qualifying Time – 2:26.89 | 1       | Fanny Lecluyse (BEL)                                                                                 |
| Olympic Qualifying Time – 2:26.89 | 1       | Rikke Pedersen (DEN)                                                                                 |
| Olympic Qualifying Time – 2:26.89 | 1       | Back Su-yeon (KOR)                                                                                   |
| Olympic Qualifying Time – 2:26.89 | 1       | Sara El Bekri (MAR)                                                                                  |
| Olympic Qualifying Time – 2:26.89 | 1       | Nadja Higl (SRB)                                                                                     |
| Olympic Qualifying Time – 2:26.89 | 1       | Marina Garcia Urzainque (ESP)                                                                        |
| Olympic Qualifying Time – 2:26.89 | 1       | Stacey Tadd (GBR)                                                                                    |
| Olympic Qualifying Time – 2:26.89 | 1       | Joline Höstman (SWE)                                                                                 |
| Totalt                            | 22 (31) | |

#### Damernas 100 meter ryggsim
| Kvalgräns                         | Antal   | Kvalificerade |
| --------------------------------- | ------- | --- |
| Olympic Qualifying Time – 1:00.82 | 2 (5)   | Emily Seebohm (AUS) Belinda Hocking (AUS) Meagen Nay (AUS) Grace Loh (AUS) Sophie Edington (AUS)                                  |
| Olympic Qualifying Time – 1:00.82 | 2 (3)   | Aya Terakawa (JPN) Shiho Sakai (JPN) Noriko Inada (JPN)                                                                           |
| Olympic Qualifying Time – 1:00.82 | 2       | Sinead Russell (CAN) Julia Wilkinson (CAN)                                                                                        |
| Olympic Qualifying Time – 1:00.82 | 2 (6)   | Zhao Jing (CHN) Gao Chang (CHN) Fu Yuanhui (CHN) Liao Yali (CHN) Zhou Yanxin (CHN) Zhao Qing (CHN)                                |
| Olympic Qualifying Time – 1:00.82 | 2       | Femke Heemskerk (NED) Sharon Van Rouwendaal (NED)                                                                                 |
| Olympic Qualifying Time – 1:00.82 | 2 (3)   | Elizabeth Simmonds (GBR) Georgia Davies (GBR) Gemma Spofforth (GBR)                                                               |
| Olympic Qualifying Time – 1:00.82 | 2 (6)   | Natalie Coughlin (USA) Missy Franklin (USA) Rachel Bootsma (USA) Elizabeth Pelton (USA) Jenny Connolly (USA) Olivia Smoliga (USA) |
| Olympic Qualifying Time – 1:00.82 | 1       | Fabiola Molina (BRA) |
| Olympic Qualifying Time – 1:00.82 | 1       | Lea Giraudon (FRA) |
| Olympic Qualifying Time – 1:00.82 | 1       | Anastasija Zujeva (RUS) |
| Olympic Qualifying Time – 1:00.82 | 1       | Duane da Rocha (ESP) |
| Olympic Qualifying Time – 1:00.82 | 1       | Jenny Mensing (GER) |
| Olympic Qualifying Time – 1:00.82 | 1       | Daryna Zevina (UKR) |
| Olympic Qualifying Time – 1:00.82 | 1       | Kirsty Coventry (ZIM) |
| Totalt                            | 21 (34) | |

#### Damernas 200 meter ryggsim
| Kvalgräns                         | Antal   | Kvalificerade                                                                                    |
| --------------------------------- | ------- | ------------------------------------------------------------------------------------------------ |
| Olympic Qualifying Time – 2:10.84 | 2 (3)   | Belinda Hocking (AUS) Meagen Nay (AUS) Mikkayla Maselli-Sheridan (AUS)                           |
| Olympic Qualifying Time – 2:10.84 | 2 (4)   | Sinead Russell (CAN) Genevieve Cantin (CAN) Dominique Bouchard (CAN) Lauren Lavigna (CAN)        |
| Olympic Qualifying Time – 2:10.84 | 2 (4)   | Shiho Sakai (JPN) Aya Terakawa (JPN) Sayaka Akase (JPN) Marie Kamimura (JPN)                     |
| Olympic Qualifying Time – 2:10.84 | 2 (6)   | Zhu Jiani (CHN) Zhou Yanxin (CHN) Liao Yali (CHN) Bai Anqi (CHN) Yu Yaping (CHN) Zhao Jing (CHN) |
| Olympic Qualifying Time – 2:10.84 | 2       | Femke Heemskerk (NED) Sharon Van Rouwendaal (NED)                                                |
| Olympic Qualifying Time – 2:10.84 | 2       | Elizabeth Simmonds (GBR) Stephanie Proud (GBR)                                                   |
| Olympic Qualifying Time – 2:10.84 | 2 (4)   | Missy Franklin (USA) Elizabeth Pelton (USA) Elizabeth Beisel (USA) Bonnie Brandon (USA)          |
| Olympic Qualifying Time – 2:10.84 | 1       | Alexianne Castel (FRA)                                                                           |
| Olympic Qualifying Time – 2:10.84 | 1       | Melissa Ingram (NZL)                                                                             |
| Olympic Qualifying Time – 2:10.84 | 1       | Alicja Tchórz (POL)                                                                              |
| Olympic Qualifying Time – 2:10.84 | 1       | Anastasija Zujeva (RUS)                                                                          |
| Olympic Qualifying Time – 2:10.84 | 1       | Duane da Rocha (ESP)                                                                             |
| Olympic Qualifying Time – 2:10.84 | 1       | Jenny Mensing (GER)                                                                              |
| Olympic Qualifying Time – 2:10.84 | 1       | Daryna Zevina (UKR)                                                                              |
| Olympic Qualifying Time – 2:10.84 | 1       | Kirsty Coventry (ZIM)                                                                            |
| Totalt                            | 22 (33) |                                                                                                  |

#### Damernas 200 meter medley
| Kvalgräns                         | Antal   | Kvalificerade |
| --------------------------------- | ------- | --- |
| Olympic Qualifying Time – 2:13.36 | 2 (3)   | Alicia Coutts (AUS) Stephanie Rice (AUS) Tessa Wallace (AUS) |
| Olympic Qualifying Time – 2:13.36 | 2       | Tomoyo Fukuda (JPN) Izumi Kato (JPN) |
| Olympic Qualifying Time – 2:13.36 | 2       | Erica Morningstar (CAN) Julia Wilkinson (CAN) |
| Olympic Qualifying Time – 2:13.36 | 2 (3)   | Ye Shiwen (CHN) Zhu Xiaoya (CHN) Li Xuanxu (CHN) |
| Olympic Qualifying Time – 2:13.36 | 2       | Hannah Miley (GBR) Siobhan-Marie O'Connor (GBR) |
| Olympic Qualifying Time – 2:13.36 | 2       | Katinka Hosszú (HUN) Evelyn Verraszto (HUN) |
| Olympic Qualifying Time – 2:13.36 | 2 (10)  | Ariana Kukors (USA) Julia Smit (USA) Caitlin Leverenz (USA) Elizabeth Pelton (USA) Elizabeth Beisel (USA) Katie Hoff (USA) Maya Dirado (USA) Missy Franklin (USA) Kathleen Hersey (USA) Morgan Scroggy (USA) |
| Olympic Qualifying Time – 2:13.36 | 1       | Lara Grangeon (FRA) |
| Olympic Qualifying Time – 2:13.36 | 1       | Femke Heemskerk (NED) |
| Olympic Qualifying Time – 2:13.36 | 1       | Veronika Popova (RUS) |
| Olympic Qualifying Time – 2:13.36 | 1       | Mireia Belmonte (ESP) |
| Olympic Qualifying Time – 2:13.36 | 1       | Choi Hye-ra (KOR) |
| Olympic Qualifying Time – 2:13.36 | 1       | Theresa Michalak (GER) |
| Olympic Qualifying Time – 2:13.36 | 1       | Kirsty Coventry (ZIM) |
| Totalt                            | 21 (31) | |

#### Damernas 400 meter medley
| Kvalgräns                         | Antal   | Kvalificerade |
| --------------------------------- | ------- | --- |
| Olympic Qualifying Time – 4:41.75 | 2 (4)   | Stephanie Rice (AUS) Samantha Hamill (AUS) Blair Evans (AUS) Ellen Fullerton (AUS)                                                            |
| Olympic Qualifying Time – 4:41.75 | 2 (3)   | Miyu Otsuka (JPN) Miyu Ohtsuka (JPN) Miho Takahashi (JPN)                                                                                     |
| Olympic Qualifying Time – 4:41.75 | 2 (4)   | Li Xuanxu (CHN) Ye Shiwen (CHN) Jiao Liuyang (CHN) Zhu Xiaoya (CHN)                                                                           |
| Olympic Qualifying Time – 4:41.75 | 2       | Hannah Miley (GBR) Aimee Willmott (GBR) |
| Olympic Qualifying Time – 4:41.75 | 2 (7)   | Julia Smit (USA) Caitlin Leverenz (USA) Maya Dirado (USA) Jana Mangimelli (USA) Elizabeth Beisel (USA) Katie Hoff (USA) Lyndsay De Paul (USA) |
| Olympic Qualifying Time – 4:41.75 | 1       | Lara Grangeon (FRA) |
| Olympic Qualifying Time – 4:41.75 | 1       | Stefania Pirozzi (ITA) |
| Olympic Qualifying Time – 4:41.75 | 1       | Alexa Komarnycky (CAN) |
| Olympic Qualifying Time – 4:41.75 | 1       | Anja Klinar (SLO) |
| Olympic Qualifying Time – 4:41.75 | 1       | Mireia Belmonte (ESP) |
| Olympic Qualifying Time – 4:41.75 | 1       | Kathryn Meaklim (RSA) |
| Olympic Qualifying Time – 4:41.75 | 1       | Barbora Zavadova (CZE) |
| Olympic Qualifying Time – 4:41.75 | 1       | Zsuzsanna Jakabos (HUN) |
| Olympic Qualifying Time – 4:41.75 | 1       | Kirsty Coventry (ZIM) |
| Olympic Qualifying Time – 4:41.75 | 1       | Joerdis Steinegger (AUT) |
| Totalt                            | 20 (30) | |

### Herrar

#### Herrarnas 50 meter frisim
| Kvalgräns                       | Antal   | Kvalificerade                                                                      |
| ------------------------------- | ------- | ---------------------------------------------------------------------------------- |
| Olympic Qualifying Time – 22.11 | 2       | Matthew Abood (AUS) Matt Targett (AUS)                                             |
| Olympic Qualifying Time – 22.11 | 2       | César Cielo (BRA) Bruno Fratus (BRA)                                               |
| Olympic Qualifying Time – 22.11 | 2 (3)   | Frédérick Bousquet (FRA) Alain Bernard (FRA) Fabien Gilot (FRA)                    |
| Olympic Qualifying Time – 22.11 | 2 (4)   | Nathan Adrian (USA) Jimmy Felgen (USA) Garrett Weber-Gale (USA) Nick Brunell (USA) |
| Olympic Qualifying Time – 22.11 | 1       | Luca Dotto (ITA)                                                                   |
| Olympic Qualifying Time – 22.11 | 1       | Konrad Czerniak (POL)                                                              |
| Olympic Qualifying Time – 22.11 | 1       | Sergey Fesikov (RUS)                                                               |
| Olympic Qualifying Time – 22.11 | 1       | Adam Brown (GBR)                                                                   |
| Olympic Qualifying Time – 22.11 | 1       | Stefan Nystrand (SWE)                                                              |
| Olympic Qualifying Time – 22.11 | 1       | Gideon Louw (RSA)                                                                  |
| Olympic Qualifying Time – 22.11 | 1       | George Bovell (TRI)                                                                |
| Olympic Qualifying Time – 22.11 | 1       | Andriy Govorov (UKR)                                                               |
| Olympic Qualifying Time – 22.11 | 1       | Krisztian Takacs (HUN)                                                             |
| Totalt                          | 17 (20) |                                                                                    |

#### Herrarnas 100 meter frisim
| Kvalgräns                       | Antal   | Kvalificerade                                                                                          |
| ------------------------------- | ------- | --- |
| Olympic Qualifying Time – 48.82 | 2 (4)   | James Magnussen (AUS) James Roberts (AUS) Matt Targett (AUS) Matthew Abood (AUS)                       |
| Olympic Qualifying Time – 48.82 | 2       | César Cielo (BRA) Bruno Fratus (BRA)                                                                   |
| Olympic Qualifying Time – 48.82 | 2       | Brett Fraser (CAY) Shaune Fraser (CAY)                                                                 |
| Olympic Qualifying Time – 48.82 | 2 (5)   | William Meynard (FRA) Fabien Gilot (FRA) Alain Bernard (FRA) Yannick Agnel (FRA) Jeremy Stravius (FRA) |
| Olympic Qualifying Time – 48.82 | 2       | Luca Dotto (ITA) Filippo Magnini (ITA)                                                                 |
| Olympic Qualifying Time – 48.82 | 2 (3)   | Andrey Grechin (RUS) Nikita Lobintsev (RUS) Danila Izotov (RUS)                                        |
| Olympic Qualifying Time – 48.82 | 2       | Graeme Moore (RSA) Gideon Louw (RSA)                                                                   |
| Olympic Qualifying Time – 48.82 | 2       | Marco Di Carli (GER) Paul Biedermann (GER)                                                             |
| Olympic Qualifying Time – 48.82 | 2 (3)   | Nathan Adrian (USA) Michael Phelps (USA) Garrett Weber-Gale (USA)                                      |
| Olympic Qualifying Time – 48.82 | 1       | Brent Hayden (CAN)                                                                                     |
| Olympic Qualifying Time – 48.82 | 1       | Hanser Garcia (CUB)                                                                                    |
| Olympic Qualifying Time – 48.82 | 1       | Sebastiaan Verschuren (NED)                                                                            |
| Olympic Qualifying Time – 48.82 | 1       | Konrad Czerniak (POL)                                                                                  |
| Totalt                          | 22 (29) | |

#### Herrarnas 200 meter frisim
| Kvalgräns                         | Antal   | Kvalificerade |
| --------------------------------- | ------- | --- |
| Olympic Qualifying Time – 1:47.82 | 2 (3)   | Thomas Fraser-Holmes (AUS) Kenrick Monk (AUS) Ryan Napoleon (AUS)                                                    |
| Olympic Qualifying Time – 1:47.82 | 2       | Brett Fraser (CAY) Shaune Fraser (CAY)                                                                               |
| Olympic Qualifying Time – 1:47.82 | 2 (3)   | Yannick Agnel (FRA) Jeremy Stravius (FRA) Clement Lefert (FRA)                                                       |
| Olympic Qualifying Time – 1:47.82 | 2 (3)   | Sun Yang (CHN) Wang Shun (CHN) Li Yunqi (CHN)                                                                        |
| Olympic Qualifying Time – 1:47.82 | 2 (3)   | Danila Izotov (RUS) Nikita Lobintsev (RUS) Alexander Sukhorukov (RUS)                                                |
| Olympic Qualifying Time – 1:47.82 | 2       | Ross Davenport (GBR) Robbie Renwick (GBR)                                                                            |
| Olympic Qualifying Time – 1:47.82 | 2 (3)   | Paul Biedermann (GER) Tim Wallburger (GER) Clemens Rapp (GER)                                                        |
| Olympic Qualifying Time – 1:47.82 | 2 (6)   | Ryan Lochte (USA) Michael Phelps (USA) Peter Vanderkaay (USA) Ricky Berens (USA) Matt McLean (USA) Conor Dwyer (USA) |
| Olympic Qualifying Time – 1:47.82 | 1       | Takeshi Matsuda (JPN)                                                                                                |
| Olympic Qualifying Time – 1:47.82 | 1       | Park Tae-hwan (KOR)                                                                                                  |
| Olympic Qualifying Time – 1:47.82 | 1       | Sebastiaan Verschuren (NED)                                                                                          |
| Olympic Qualifying Time – 1:47.82 | 1       | Dominik Meichtry (SUI)                                                                                               |
| Olympic Qualifying Time – 1:47.82 | 1       | Darian Townsend (RSA)                                                                                                |
| Olympic Qualifying Time – 1:47.82 | 1       | Oussama Mellouli (TUN)                                                                                               |
| Totalt                            | 22 (31) | |

#### Herrarnas 400 meter frisim
| Kvalgräns                         | Antal   | Kvalificerade                                                                      |
| --------------------------------- | ------- | ---------------------------------------------------------------------------------- |
| Olympic Qualifying Time – 3:48.93 | 2 (3)   | Ryan Napoleon (AUS) Thomas Fraser-Holmes (AUS) David Mckeon (AUS)                  |
| Olympic Qualifying Time – 3:48.93 | 2       | Yannick Agnel (FRA) Sebastien Rouault (FRA)                                        |
| Olympic Qualifying Time – 3:48.93 | 2       | Sun Yang (CHN) Dai Jun (CHN)                                                       |
| Olympic Qualifying Time – 3:48.93 | 2       | Robbie Renwick (GBR) David Carry (GBR)                                             |
| Olympic Qualifying Time – 3:48.93 | 2       | Paul Biedermann (GER) Clemens Rapp (GER)                                           |
| Olympic Qualifying Time – 3:48.93 | 2 (4)   | Peter Vanderkaay (USA) Matt McLean (USA) Charles Houchin (USA) Michael Klueh (USA) |
| Olympic Qualifying Time – 3:48.93 | 1       | Mads Hansen (DEN)                                                                  |
| Olympic Qualifying Time – 3:48.93 | 1       | Samuel Pizzetti (ITA)                                                              |
| Olympic Qualifying Time – 3:48.93 | 1       | Takeshi Matsuda (JPN)                                                              |
| Olympic Qualifying Time – 3:48.93 | 1       | Ryan Cochrane (CAN)                                                                |
| Olympic Qualifying Time – 3:48.93 | 1       | Park Tae-hwan (KOR)                                                                |
| Olympic Qualifying Time – 3:48.93 | 1       | Oussama Mellouli (TUN)                                                             |
| Olympic Qualifying Time – 3:48.93 | 1       | Gergo Kis (HUN)                                                                    |
| Totalt                            | 19 (22) |                                                                                    |

#### Herrarnas 1500 meter frisim
| Kvalgräns                          | Antal   | Kvalificerade |
| ---------------------------------- | ------- | --- |
| Olympic Qualifying Time – 15:11.83 | 2 (4)   | Samuel Pizzetti (ITA) Rocco Potenza (ITA) Gregorio Paltrinieri (ITA) Federico Colbertaldo (ITA)                                                                                       |
| Olympic Qualifying Time – 15:11.83 | 2       | Yohsuke Miyamoto (JPN) Yohei Takiguchi (JPN) |
| Olympic Qualifying Time – 15:11.83 | 2 (4)   | Sun Yang (CHN) Dai Jun (CHN) Li Yunqi (CHN) Zhong Guixu (CHN) |
| Olympic Qualifying Time – 15:11.83 | 2       | David Davies (GBR) Daniel Fogg (GBR) |
| Olympic Qualifying Time – 15:11.83 | 2 (9)   | Chad La Tourette (USA) Peter Vanderkaay (USA) Andrew Gemmell (USA) Sean Ryan (USA) Michael Klueh (USA) Michael McBroom (USA) Ryan Feeley (USA) Arthur Frayler (USA) Evan Pinion (USA) |
| Olympic Qualifying Time – 15:11.83 | 1       | Pál Joensen (DEN) (från Färöarna) |
| Olympic Qualifying Time – 15:11.83 | 1       | Sebastien Rouault (FRA) |
| Olympic Qualifying Time – 15:11.83 | 1       | Ryan Cochrane (CAN) |
| Olympic Qualifying Time – 15:11.83 | 1       | Job Kienhuis (NED) |
| Olympic Qualifying Time – 15:11.83 | 1       | Mateusz Sawrymowicz (POL) |
| Olympic Qualifying Time – 15:11.83 | 1       | Heerden Herman (RSA) |
| Olympic Qualifying Time – 15:11.83 | 1       | Oussama Mellouli (TUN) |
| Olympic Qualifying Time – 15:11.83 | 1       | Christian Kubusch (GER) |
| Olympic Qualifying Time – 15:11.83 | 1       | Sergiy Frolov (UKR) |
| Olympic Qualifying Time – 15:11.83 | 1       | Gergo Kis (HUN) |
| Totalt                             | 20 (31) | |

#### Herrarnas 100 meter fjärilsim
| Kvalgräns                       | Antal   | Kvalificerade                                                                   |
| ------------------------------- | ------- | ------------------------------------------------------------------------------- |
| Olympic Qualifying Time – 52.36 | 2       | Geoff Huegill (AUS) Sam Ashby (AUS)                                             |
| Olympic Qualifying Time – 52.36 | 2       | Mike Cavic (SRB) Ivan Lendjer (SRB)                                             |
| Olympic Qualifying Time – 52.36 | 2       | Benjamin Starke (GER) Steffen Deibler (GER)                                     |
| Olympic Qualifying Time – 52.36 | 2 (4)   | Michael Phelps (USA) Tyler McGill (USA) Tim Phillips (USA) Davis Tarwater (USA) |
| Olympic Qualifying Time – 52.36 | 1       | Kaio Almeida (BRA)                                                              |
| Olympic Qualifying Time – 52.36 | 1       | Takuro Fujii (JPN)                                                              |
| Olympic Qualifying Time – 52.36 | 1       | Jason Dunford (KEN)                                                             |
| Olympic Qualifying Time – 52.36 | 1       | Joeri Verlinden (NED)                                                           |
| Olympic Qualifying Time – 52.36 | 1       | Konrad Czerniak (POL)                                                           |
| Olympic Qualifying Time – 52.36 | 1       | Jevgenij Korotysjkin (RUS)                                                      |
| Olympic Qualifying Time – 52.36 | 1       | Antony James (GBR)                                                              |
| Olympic Qualifying Time – 52.36 | 1       | Lars Frölander (SWE)                                                            |
| Olympic Qualifying Time – 52.36 | 1       | László Cseh (HUN)                                                               |
| Totalt                          | 17 (19) |                                                                                 |

#### Herrarnas 200 meter fjärilsim
| Kvalgräns                         | Antal   | Kvalificerade                                                                                        |
| --------------------------------- | ------- | --- |
| Olympic Qualifying Time – 1:56.85 | 2 (3)   | Nick D'Arcy (AUS) Jayden Hadler (AUS) Travis Nederpelt (AUS)                                         |
| Olympic Qualifying Time – 1:56.85 | 2       | Kaio Almeida (BRA) Leonardo De Deus (BRA)                                                            |
| Olympic Qualifying Time – 1:56.85 | 2 (3)   | Takeshi Matsuda (JPN) Ryusuke Sakata (JPN) Hidemasa Sano (JPN)                                       |
| Olympic Qualifying Time – 1:56.85 | 2       | Wu Peng (CHN) Chen Yin (CHN)                                                                         |
| Olympic Qualifying Time – 1:56.85 | 2       | Pawel Korzeniowski (POL) Marcin Cieslak (POL)                                                        |
| Olympic Qualifying Time – 1:56.85 | 2       | Michael Rock (GBR) Joe Roebuck (GBR)                                                                 |
| Olympic Qualifying Time – 1:56.85 | 2       | Chad le Clos (RSA) Sebastien Rousseau (RSA)                                                          |
| Olympic Qualifying Time – 1:56.85 | 2       | Bence Biczo (HUN) László Cseh (HUN)                                                                  |
| Olympic Qualifying Time – 1:56.85 | 2 (5)   | Michael Phelps (USA) Tyler Clary (USA) Robert Bollier (USA) Daniel Madwed (USA) Davis Tarwater (USA) |
| Olympic Qualifying Time – 1:56.85 | 1       | Stefanos Dimitriadis (GRE)                                                                           |
| Olympic Qualifying Time – 1:56.85 | 1       | Nikolay Skvortsov (RUS)                                                                              |
| Olympic Qualifying Time – 1:56.85 | 1       | Joseph Schooling (SIN)                                                                               |
| Olympic Qualifying Time – 1:56.85 | 1       | Dinko Jukic (AUT)                                                                                    |
| Totalt                            | 22 (27) | |

#### Herrarnas 100 meter bröstsim
| Kvalgräns                         | Antal   | Kvalificerade                                                                                         |
| --------------------------------- | ------- | --- |
| Olympic Qualifying Time – 1:00.79 | 2       | Brenton Rickard (AUS) Christian Sprenger (AUS)                                                        |
| Olympic Qualifying Time – 1:00.79 | 2 (4)   | Felipe Silva (BRA) Felipe Lima (BRA) Joao Gomes (BRA) Ricky Barbosa (BRA)                             |
| Olympic Qualifying Time – 1:00.79 | 2 (3)   | Kosuke Kitajima (JPN) Yuta Suenaga (JPN) Ryo Tateishi (JPN)                                           |
| Olympic Qualifying Time – 1:00.79 | 2       | Cameron van der Burgh (RSA) Neil Versfeld (RSA)                                                       |
| Olympic Qualifying Time – 1:00.79 | 2       | Christoph vom Lehn (GER) Hendrik Feldwehr (GER)                                                       |
| Olympic Qualifying Time – 1:00.79 | 2 (5)   | Brendan Hansen (USA) Mark Gangloff (USA) Mike Alexandrov (USA) Kevin Swander (USA) Marcus Titus (USA) |
| Olympic Qualifying Time – 1:00.79 | 1       | Hugues Duboscq (FRA)                                                                                  |
| Olympic Qualifying Time – 1:00.79 | 1       | Barry Murphy (IRL)                                                                                    |
| Olympic Qualifying Time – 1:00.79 | 1       | Fabio Scozzoli (ITA)                                                                                  |
| Olympic Qualifying Time – 1:00.79 | 1       | Giedrius Titenis (LTU)                                                                                |
| Olympic Qualifying Time – 1:00.79 | 1       | Lennart Stekelenburg (NED)                                                                            |
| Olympic Qualifying Time – 1:00.79 | 1       | Alexander Dale Oen (NOR)                                                                              |
| Olympic Qualifying Time – 1:00.79 | 1       | Glenn Snyders (NZL)                                                                                   |
| Olympic Qualifying Time – 1:00.79 | 1       | Roman Sludnov (RUS)                                                                                   |
| Olympic Qualifying Time – 1:00.79 | 1       | Michael Jamieson (GBR)                                                                                |
| Olympic Qualifying Time – 1:00.79 | 1       | Dániel Gyurta (HUN)                                                                                   |
| Totalt                            | 22 (28) | |

#### Herrarnas 200 meter bröstsim
| Kvalgräns                         | Antal   | Kvalificerade |
| --------------------------------- | ------- | --- |
| Olympic Qualifying Time – 2:11.74 | 2       | Thiago Pereira (BRA) Ricky Barbosa (BRA)                                                                                   |
| Olympic Qualifying Time – 2:11.74 | 2 (6)   | Naoya Tomita (JPN) Kosuke Kitajima (JPN) Kazuki Otsuka (JPN) Yuta Suenaga (JPN) Ryo Tateishi (JPN) Akihiro Yamaguchi (JPN) |
| Olympic Qualifying Time – 2:11.74 | 2 (3)   | Kristopher Gilchrist (GBR) Michael Jamieson (GBR) Andrew Willis (GBR)                                                      |
| Olympic Qualifying Time – 2:11.74 | 2 (3)   | Eric Shanteau (USA) Brendan Hansen (USA) Sean Mahoney (USA)                                                                |
| Olympic Qualifying Time – 2:11.74 | 1       | Mike Brown (CAN) |
| Olympic Qualifying Time – 2:11.74 | 1       | Giedrius Titenis (LTU) |
| Olympic Qualifying Time – 2:11.74 | 1       | Lennart Stekelenburg (NED)                                                                                                 |
| Olympic Qualifying Time – 2:11.74 | 1       | Glenn Snyders (NZL) |
| Olympic Qualifying Time – 2:11.74 | 1       | Anton Lobanov (RUS) |
| Olympic Qualifying Time – 2:11.74 | 1       | Melquiades Alvarez Caraballo (ESP)                                                                                         |
| Olympic Qualifying Time – 2:11.74 | 1       | Neil Versfeld (RSA) |
| Olympic Qualifying Time – 2:11.74 | 1       | Choi Kyu-woong (KOR) |
| Olympic Qualifying Time – 2:11.74 | 1       | Christoph vom Lehn (GER)                                                                                                   |
| Olympic Qualifying Time – 2:11.74 | 1       | Dániel Gyurta (HUN) |
| Totalt                            | 18 (24) | |

#### Herrarnas 100 meter ryggsim
| Kvalgräns                       | Antal   | Kvalificerade |
| ------------------------------- | ------- | --- |
| Olympic Qualifying Time – 54.40 | 2 (3)   | Hayden Stoeckel (AUS) Ben Treffers (AUS) Ashley Delaney (AUS)                                                                        |
| Olympic Qualifying Time – 54.40 | 2 (3)   | Camille Lacourt (FRA) Jeremy Stravius (FRA) Benjamin Stasiulis (FRA)                                                                 |
| Olympic Qualifying Time – 54.40 | 2       | Ryosuke Irie (JPN) Junya Koga (JPN)                                                                                                  |
| Olympic Qualifying Time – 54.40 | 2       | Sun Xiaolei (CHN) Cheng Feiyi (CHN)                                                                                                  |
| Olympic Qualifying Time – 54.40 | 2       | Nick Driebergen (NED) Bastiaan Lijesen (NED)                                                                                         |
| Olympic Qualifying Time – 54.40 | 2       | Gareth Kean (NZL) Daniel Bell (NZL)                                                                                                  |
| Olympic Qualifying Time – 54.40 | 2       | Stanislav Donets (RUS) Vitaly Borisov (RUS)                                                                                          |
| Olympic Qualifying Time – 54.40 | 2 (7)   | Nick Thoman (USA) David Plummer (USA) Matt Grevers (USA) Michael Phelps (USA) Ryan Lochte (USA) Kyle Owens (USA) Eugene Godsoe (USA) |
| Olympic Qualifying Time – 54.40 | 1       | Aristeidis Grigoriadis (GRE) |
| Olympic Qualifying Time – 54.40 | 1       | Mirco Di Tora (ITA) |
| Olympic Qualifying Time – 54.40 | 1       | Charles Francis (CAN) |
| Olympic Qualifying Time – 54.40 | 1       | Aschwin Wildeboer Faber (ESP) |
| Olympic Qualifying Time – 54.40 | 1       | Liam Tancock (GBR) |
| Olympic Qualifying Time – 54.40 | 1       | Helge Meeuw (GER) |
| Totalt                          | 22 (29) | |

#### Herrarnas 200 meter ryggsim
| Kvalgräns                         | Antal   | Kvalificerade |
| --------------------------------- | ------- | --- |
| Olympic Qualifying Time – 1:58.48 | 2       | Thiago Pereira (BRA) Leonardo De Deus (BRA)                                                                          |
| Olympic Qualifying Time – 1:58.48 | 2       | Ryosuke Irie (JPN) Kazuki Watanabe (JPN)                                                                             |
| Olympic Qualifying Time – 1:58.48 | 2       | Zhang Fenglin (CHN) Cheng Feiyi (CHN)                                                                                |
| Olympic Qualifying Time – 1:58.48 | 2 (3)   | James Goddard (GBR) Chris Walker-Hebborn (GBR) Marco Loughran (GBR)                                                  |
| Olympic Qualifying Time – 1:58.48 | 2       | Yannick Lebherz (GER) Jan Philip Glania (GER)                                                                        |
| Olympic Qualifying Time – 1:58.48 | 2 (6)   | Ryan Lochte (USA) Tyler Clary (USA) Michael Phelps (USA) Matt Grevers (USA) Rexford Tullius (USA) Jacob Pebley (USA) |
| Olympic Qualifying Time – 1:58.48 | 1       | Omar Pinzon (COL) |
| Olympic Qualifying Time – 1:58.48 | 1       | Benjamin Stasiulis (FRA)                                                                                             |
| Olympic Qualifying Time – 1:58.48 | 1       | Yakov-Yan Toumarkin (ISR)                                                                                            |
| Olympic Qualifying Time – 1:58.48 | 1       | Sebastiano Ranfagni (ITA)                                                                                            |
| Olympic Qualifying Time – 1:58.48 | 1       | Tobias Oriwol (CAN)                                                                                                  |
| Olympic Qualifying Time – 1:58.48 | 1       | Nick Driebergen (NED)                                                                                                |
| Olympic Qualifying Time – 1:58.48 | 1       | Radoslaw Kawecki (POL)                                                                                               |
| Olympic Qualifying Time – 1:58.48 | 1       | Stanislav Donets (RUS)                                                                                               |
| Olympic Qualifying Time – 1:58.48 | 1       | Peter Bernek (HUN)                                                                                                   |
| Totalt                            | 21 (26) | |

#### Herrarnas 200 meter medley
| Kvalgräns                         | Antal   | Kvalificerade |
| --------------------------------- | ------- | --- |
| Olympic Qualifying Time – 2:00.17 | 2 (3)   | Kenneth To (AUS) Mitch Larkin (AUS) Leith Brodie (AUS)                                                           |
| Olympic Qualifying Time – 2:00.17 | 2       | Thiago Pereira (BRA) Henrique Rodrigues (BRA)                                                                    |
| Olympic Qualifying Time – 2:00.17 | 2 (6)   | Yuma Kosaka (JPN) Yuya Horihata (JPN) Ken Takakuwa (JPN) Yuuma Kosaka (JPN) Daiya Seto (JPN) Hidemasa Sano (JPN) |
| Olympic Qualifying Time – 2:00.17 | 2       | Dimitrij Zjilin (RUS) Alexander Tichonov (RUS)                                                                   |
| Olympic Qualifying Time – 2:00.17 | 2       | James Goddard (GBR) Joe Roebuck (GBR)                                                                            |
| Olympic Qualifying Time – 2:00.17 | 2       | Darian Townsend (RSA) Sebastien Rousseau (RSA)                                                                   |
| Olympic Qualifying Time – 2:00.17 | 2       | Markus Deibler (GER) Jan David Schepers (GER)                                                                    |
| Olympic Qualifying Time – 2:00.17 | 2       | László Cseh (HUN) David Verraszto (HUN)                                                                          |
| Olympic Qualifying Time – 2:00.17 | 2 (4)   | Ryan Lochte (USA) Michael Phelps (USA) Conor Dwyer (USA) Eric Shanteau (USA)                                     |
| Olympic Qualifying Time – 2:00.17 | 1       | Bradley Ally (BAR)                                                                                               |
| Olympic Qualifying Time – 2:00.17 | 1       | Gal Nevo (ISR)                                                                                                   |
| Olympic Qualifying Time – 2:00.17 | 1       | Wang Shun (CHN)                                                                                                  |
| Olympic Qualifying Time – 2:00.17 | 1       | Vytautas Janušaitis (LTU)                                                                                        |
| Olympic Qualifying Time – 2:00.17 | 1       | Marcin Cieslak (POL)                                                                                             |
| Olympic Qualifying Time – 2:00.17 | 1       | Diogo Carvalho (POR)                                                                                             |
| Olympic Qualifying Time – 2:00.17 | 1       | Oussama Mellouli (TUN)                                                                                           |
| Olympic Qualifying Time – 2:00.17 | 1       | Markus Rogan (AUT)                                                                                               |
| Totalt                            | 26 (33) | |

#### Herrarnas 400 meter medley
| Kvalgräns                         | Antal   | Kvalificerade                                                                                   |
| --------------------------------- | ------- | ----------------------------------------------------------------------------------------------- |
| Olympic Qualifying Time – 4:16.46 | 2 (3)   | Yuya Horihata (JPN) Daiya Seto (JPN) Kousuke Hagino (JPN)                                       |
| Olympic Qualifying Time – 4:16.46 | 2 (5)   | Wang Cheng Xiang (CHN) Li Xiang (CHN) Huang Chao Sheng (CHN) Wang Shun (CHN) Zhixian Yang (CHN) |
| Olympic Qualifying Time – 4:16.46 | 2 (3)   | Roberto Pavoni (GBR) Joe Roebuck (GBR) Lewis Smith (GBR)                                        |
| Olympic Qualifying Time – 4:16.46 | 2       | László Cseh (HUN) David Verraszto (HUN)                                                         |
| Olympic Qualifying Time – 4:16.46 | 2 (5)   | Ryan Lochte (USA) Tyler Clary (USA) Tyler Harris (USA) Robert Margalis (USA) Conor Dwyer (USA)  |
| Olympic Qualifying Time – 4:16.46 | 1       | Thiago Pereira (BRA)                                                                            |
| Olympic Qualifying Time – 4:16.46 | 1       | Ioannis Drymonakos (GRE)                                                                        |
| Olympic Qualifying Time – 4:16.46 | 1       | Federico Turrini (ITA)                                                                          |
| Olympic Qualifying Time – 4:16.46 | 1       | Riaan Schoeman (RSA)                                                                            |
| Olympic Qualifying Time – 4:16.46 | 1       | Oussama Mellouli (TUN)                                                                          |
| Olympic Qualifying Time – 4:16.46 | 1       | Yannick Lebherz (GER)                                                                           |
| Olympic Qualifying Time – 4:16.46 | 1       | Maksym Shemberev (UKR)                                                                          |
| Totalt                            | 17 (25) |                                                                                                 |

## Lagkapper

### Damer

#### Damernas 4x100 m frisim
| Kvaltävling             | Antal lag | Kvalificerade lag                                                                                       |
| ----------------------- | --------- | --- |
| Världsmästerskapen 2011 | 12        | Nederländerna USA Tyskland Kina Australien Kanada Japan Danmark Storbritannien Sverige Ryssland Belarus |
| Övriga bästa tider      | 4         | Italien Nya Zeeland Ungern Grekland                                                                     |
| Totalt                  | 16        | |

#### Damernas 4x200 m frisim
| Kvaltävling             | Antal lag | Kvalificerade lag                                                                                      |
| ----------------------- | --------- | --- |
| Världsmästerskapen 2011 | 12        | USA Australien Kina Frankrike Ungern Storbritannien Kanada Nya Zeeland Japan Ryssland Tyskland Sverige |
| Övriga bästa tider      | 4         | - |
| Totalt                  | 16        | |

#### Damernas 4x100 m medley
| Kvaltävling             | Antal lag | Kvalificerade lag                                                                                       |
| ----------------------- | --------- | --- |
| Världsmästerskapen 2011 | 12        | USA Ryssland Kina Australien Storbritannien Japan Kanada Tyskland Danmark Sverige Nederländerna Spanien |
| Övriga bästa tider      | 4         | - |
| Totalt                  | 16        | |

### Herrar

#### Herrarnas 4x100 m frisim
| Kvaltävling             | Antal lag | Kvalificerade lag                                                                                          |
| ----------------------- | --------- | --- |
| Världsmästerskapen 2011 | 12        | Australien Frankrike USA Italien Ryssland Sydafrika Tyskland Storbritannien Brasilien Japan Sverige Kanada |
| Övriga bästa tider      | 4         | - |
| Totalt                  | 16        | |

#### Herrarnas 4x200 m frisim
| Kvaltävling             | Antal lag | Kvalificerade lag                                                                                       |
| ----------------------- | --------- | --- |
| Världsmästerskapen 2011 | 12        | USA Japan Frankrike Australien Italien Kina Storbritannien Tyskland Österrike Kanada Ryssland Sydafrika |
| Övriga bästa tider      | 4         | - |
| Totalt                  | 16        | |

#### Herrarnas 4x100 m medley
| Kvaltävling             | Antal lag | Kvalificerade lag                                                                                            |
| ----------------------- | --------- | --- |
| Världsmästerskapen 2011 | 12        | USA Tyskland Nederländerna Japan Australien Kanada Polen Storbritannien Frankrike Sydafrika Italien Ryssland |
| Övriga bästa tider      | 4         | - |
| Totalt                  | 16        | |

## Öppet vatten

### Damernas 10 km maraton
| Tävling                                               | Kvalificerade simmare         |
| ----------------------------------------------------- | ----------------------------- |
| Världsmästerskapen 2011                               | Keri-Anne Payne (GBR)         |
| Världsmästerskapen 2011                               | Martina Grimaldi (ITA)        |
| Världsmästerskapen 2011                               | Marianna Lymperta (GRE)       |
| Världsmästerskapen 2011                               | Melissa Gorman (AUS)          |
| Världsmästerskapen 2011                               | Cecilia Biagioli (ARG)        |
| Världsmästerskapen 2011                               | Poliana Okimoto (BRA)         |
| Världsmästerskapen 2011                               | Jana Pechanová (CZE)          |
| Världsmästerskapen 2011                               | Angela Maurer (GER)           |
| Världsmästerskapen 2011                               | Swann Oberson (SUI)           |
| Världsmästerskapen 2011                               | Erika Villaécija García (ESP) |
| 2012 Olympic Marathon Swim Qualifier (9-10 juni 2012) | Topp-10                       |
| Kontinentala kval                                     | 1 per kontinent               |

### Herrarnas 10 km maraton
| Tävling                                               | Kvalificerade simmare     |
| ----------------------------------------------------- | ------------------------- |
| Värdnation                                            | Storbritannien            |
| Världsmästerskapen 2011                               | Spyros Gianniotis (GRE)   |
| Världsmästerskapen 2011                               | Thomas Lurz (GER)         |
| Världsmästerskapen 2011                               | Sergej Bolsjakov (RUS)    |
| Världsmästerskapen 2011                               | Alex Meyer (USA)          |
| Världsmästerskapen 2011                               | Ky Hurst (AUS)            |
| Världsmästerskapen 2011                               | Francisco Hervás (ESP)    |
| Världsmästerskapen 2011                               | Brian Ryckeman (BEL)      |
| Världsmästerskapen 2011                               | Julien Sauvage (FRA)      |
| Världsmästerskapen 2011                               | Vladimir Djattjin (RUS)   |
| Världsmästerskapen 2011                               | Andreas Waschburger (GER) |
| 2012 Olympic Marathon Swim Qualifier (9-10 juni 2012) | Topp-9                    |
| Kontinentala kval                                     | 1 per kontinent           |